# Alive (1993)
Alive is een film uit 1993 geregisseerd door Frank Marshall en geproduceerd door Kathleen Kennedy. Het is gebaseerd op het boek Alive: The Story of the Andes Survivors van Piers Paul Read uit 1974. Dit boek was op zijn beurt gebaseerd op interviews met overlevenden van de vliegtuigcrash van Uruguayan Air Force Flight 571 op 13 oktober 1972.
Een van de overlevenden, Nando Parrado, (gespeeld door Ethan Hawke in de film) diende als technisch adviseur voor de film. Alive wordt verteld door John Malkovich.

## De overlevenden
16 van de 45 passagiers overleefden de crash. De film bevat ook enkele fictieve feiten die toegevoegd werden om meer actie in de film te steken. Nando was de technisch adviseur en was een overlevende van de crash. Zijn moeder stierf onmiddellijk tijdens de crash, zijn zus stierf in zijn handen na 9 dagen te hebben overleefd op de berg.

## Verhaal
De film vertelt het verhaal over een Uruguayaans rugbyteam (waarvan enkele studenten waren op het Stella Maris College (Montevideo)) en hun vrienden en familie die betrokken raakten bij de vliegtuigcrash van een vlucht uit Uruguay (Uruguayan Air Force Flight 571), in de Andes op 13 oktober 1972.

## Rolverdeling
| Acteur             | Personage                                  |
| ------------------ | ------------------------------------------ |
| Ethan Hawke        | Nando Parrado                              |
| Josh Hamilton      | Roberto Canessa                            |
| John Haymes Newton | Antonio "Tintin" Vizintin                  |
| Bruce Ramsay       | Carlos Páez Rodríguez (als jongere Carlos) |
| John Malkovich)    | Carlos Páez Rodríguez (als oudere Carlos)  |
| David Kriegel      | Gustavo Zerbino                            |
| Jack Noseworthy    | Bobby Francois                             |
| Kevin Breznahan    | Roy Harley                                 |
| David Cubitt       | Adolfo "Fito" Strauch                      |
| Gian DiDonna       | Eduardo Strauch                            |
| John Cassini       | Daniel Fernández                           |
| Richard Ian Cox    | Ramón "Moncho" Sabella                     |
| Nuno Antunes       | Álvaro Mangino                             |
| Gordon Currie      | José Luis "Coche" Inciarte                 |
| Sam Behrens        | Javier Methol                              |
| Michael Tayles     | Alfredo Delgado                            |
| Steven Shayler     | José Pedro Algorta                         |
| Michael Sicoly     | Julio César Ferradas                       |
| Jerry Wasserman    | Colonel Dante Lagurara                     |
| Tony Morelli       | Ramón Martínez                             |
| José Zúñiga        | Carlos "Fraga" Roque                       |
| Frank Pellegrino   | Ovidio Joaquín Ramírez                     |
| Illeana Douglas    | Liliana Methol                             |
| Ele Keats          | Susana Parrado                             |
| Jan D'Arcy         | Eugenia Parrado                            |
| Vincent Spano      | Antonio Balbi                              |
| Michael DeLorenzo  | Rafael Cano                                |
| Danny Nucci        | Hugo Díaz                                  |
| Josh Lucas         | Felipe Restano                             |
| Chad Willett       | Pablo Montero                              |
| Michael Woolson    | Juan Martino                               |
| Diana Barrington   | Mrs. Alfonsín                              |
| Christian Meoli    | Federico Aranda                            |
| Jake Carpenter     | Alberto Antuna                             |
| Silvio Pollio      | Álex Morales                               |
| Jason Gaffney      | Victor Bolarich                            |
| Seth James Arnett  | Tomás Alonso                               |
| Aurelio Dinunzio   | Dr. Solana                                 |
| Fiona Roeske       | Mrs. Solana                                |